# Il cammino per Santiago
Il cammino per Santiago (The Way) è un film del 2010 diretto da Emilio Estevez. 
Il film, sceneggiato dallo stesso regista che figura anche tra gli interpreti e fra i produttori, attinge a racconti tratti da Off the Road: a Modern-day Walk Down the Pilgrim's Route into Spain di Jack Hitt.
Il film è il risultato della collaborazione tra Emilio Estevez e il padre Martin Sheen per omaggiare e promuovere il cammino di Santiago, ed è dedicato al nonno, Francisco Estevez.

## Trama
Thomas Avery è uno oftalmologo statunitense che si reca in Francia in seguito alla morte del figlio Daniel (del quale non condivideva alcune scelte) deceduto sui Pirenei durante una tormenta mentre stava percorrendo il cammino di Santiago, via di pellegrinaggio verso la cattedrale di Santiago di Compostela in Galizia, Spagna. L'idea iniziale di Tom è quella di riportare semplicemente in patria le ceneri del figlio, ma poi, con dolorosissimo travaglio interiore, decide di portarle con sé in una scatola metallica e di intraprendere a sua volta il cammino, proseguendo il pellegrinaggio iniziato dal figlio: la sua intenzione diventa quindi quella di consentire al figlio di realizzare, in qualche modo, il desiderio di raggiungere Santiago.
Durante il lungo viaggio a piedi per 800 chilometri attraverso i Pirenei, Tom, non senza superare gli iniziali inevitabili disagi, senza mai smarrire sé stesso, incontra altri pellegrini da tutto il mondo, e in particolare stringe una sorta di amicizia con tre di loro: Joost, da Amsterdam (che ha deciso di intraprendere il cammino per cercare di perdere peso) Sarah, dal Canada (che afferma di voler smettere di fumare, mentre in realtà cerca nel cammino la spinta emotiva per superare un aborto causato dall'ex marito che la spinse giù dalle scale) e Jack, dall'Irlanda (uno scrittore in cerca di ispirazione, che scriverà un libro in cui racconterà anche le storie dei compagni di viaggio).
I quattro pellegrini, una volta arrivati al santuario di Santiago, decidono di proseguire ulteriormente il loro cammino, verso il nord della Galizia raggiungendo l'oceano fino alla chiesa di Muxia. Qui Thomas, che già aveva avuto visioni del figlio lungo il cammino, ha un ennesimo "contatto" e arriva infine a gettare le ceneri nell'oceano.
Al termine del viaggio Tom comprende le profonde motivazioni che avevano mosso il figlio in ogni viaggio e scopre il significato di una frase detta dal ragazzo, per la quale avevano discusso un giorno, "la vita è quella che scegliamo di vivere".

## Colonna sonora
L'11 aprile 2011 è stata pubblicata la colonna sonora del film composta da Tyler Bates.
1. Tyler Bates - Ventura
2. Tyler Bates - Daniel (Main Title Theme)
3. Tyler Bates - A Higher Place
4. Tyler Bates - Pilgrims
5. Tyler Bates - Tom Begins
6. Tyler Bates - This Must Be the Place
7. Berrogüetto - Nadal de Luintra
8. James Taylor - Country Road
9. Tyler Bates - Tom Alone
10. Tyler Bates - Spanish Morning
11. Tyler Bates - Pamplona
12. Berrogüetto - Fusco
13. David Gray - My Oh My
14. Tyler Bates - Gypsy Thief
15. Coro El Encuentro Burgos - Ali Ali Oh
16. Alanis Morissette - Thank U
17. Nick Drake - Pink Moon
18. Tyler Bates - Buen Camino
19. Tyler Bates - Santiago de Compostela
20. Tyler Bates - The Journey Is the Destination
21. Tyler Bates - Muxia (A True Pilgrim)
22. Coldplay - "Lost"
23. The Shins -  New Slang

## Distribuzione
Il film è stato presentato in anteprima il 10 settembre 2010 al Toronto International Film Festival e ha avuto una distribuzione limitata nelle sale statunitensi il 7 ottobre 2011. In Italia il film è uscito il 29 giugno 2012.